# Ercole Contrari

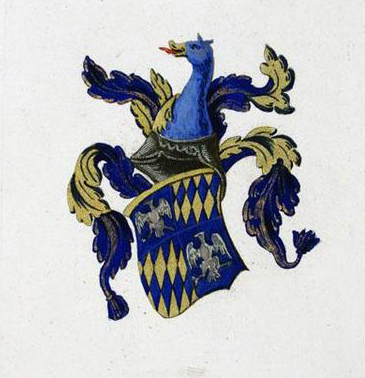
Stemma famiglia Contrari

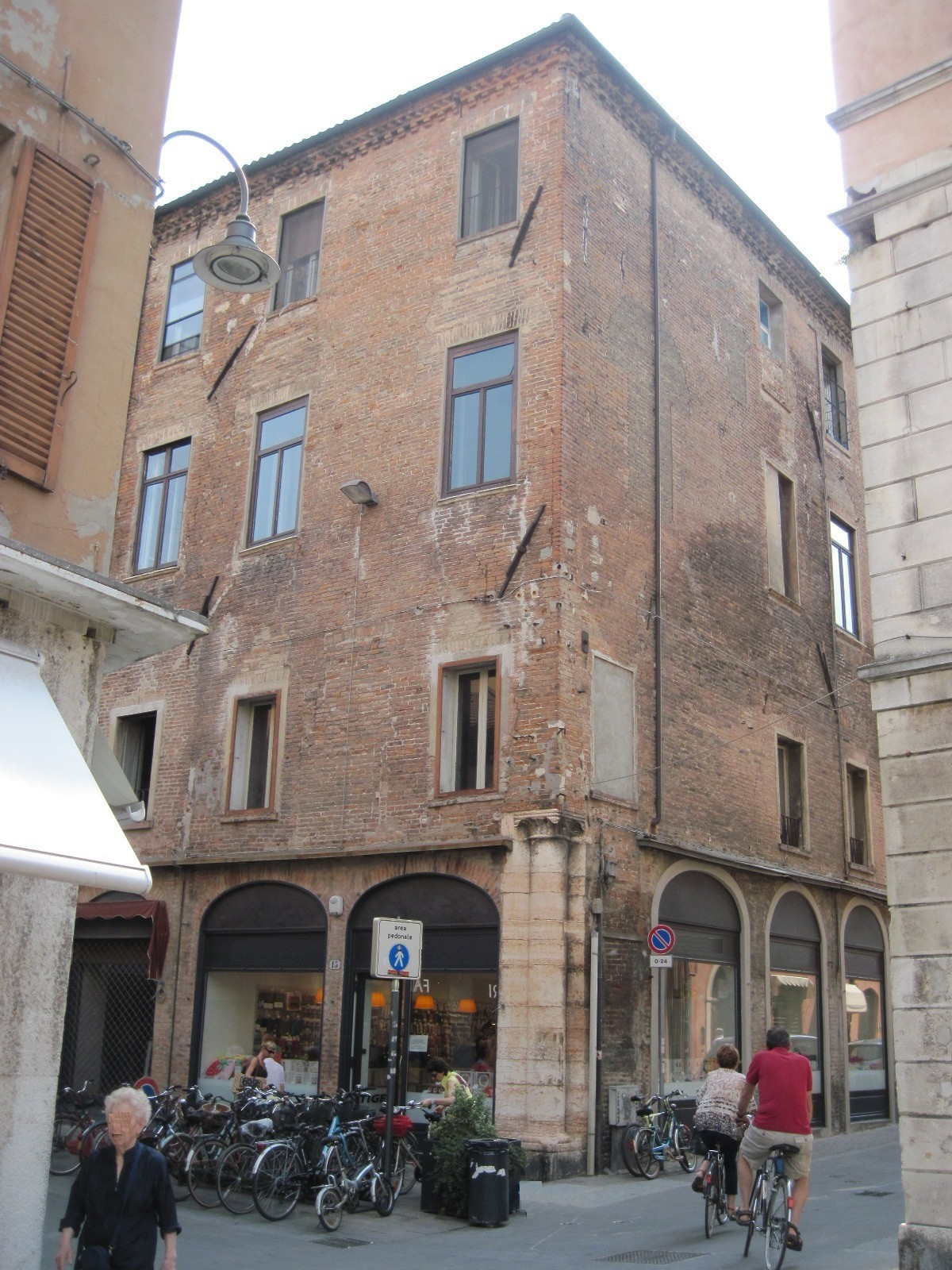
Ferrara, Palazzo Contrari.

Ercole Contrari (Ferrara, ... – 2 agosto 1575) è stato un nobile italiano, ultimo esponente della famiglia Contrari di Ferrara.

## Biografia
Era figlio di Alfonso Contrari e di Eleonora Campeggi di Bologna, figlia di Lorenzo Campeggi. Fu uno degli uomini più ricchi di Ferrara, possedendo grandi estensioni di terreni e feudi. Nel 1565 il duca di Ferrara Alfonso II d'Este lo nominò capitano dei cavalleggeri della sua guardia. Fu amico del poeta Torquato Tasso
Fu al centro di un episodio singolare, che portò in seguito al disfacimento della famiglia. Il 30 gennaio 1570 il nobile Luigi Gonzaga (1538-1570), figlio di Rodolfo Gonzaga, conte di Poviglio e vivente alla corte degli Estensi, trovandosi a transitare nei pressi di Palazzo Contrari a Ferrara, venne assalito dai cani di Ercole, che vennero abbattuti dai famigliari che accompagnavano il Gonzaga. Ercole, per vendicarsi, fece assassinare il Gonzaga da alcuni sicari. Il duca di Ferrara chiese di rivelare i nomi degli assassini, ma Ercole li fece uccidere prima e consegnò i cadaveri ad Alfonso d'Este, che provvide a far strozzare Ercole Contrari inscenando un avvelenamento. 
Un'altra causa che portò forse alla soppressione di Ercole per ordine di Alfonso II fu la storia segreta che visse con Lucrezia d'Este, figlia terzogenita del duca Ercole II d'Este, prima e dopo il matrimonio con Francesco Maria II Della Rovere, duca di Urbino e che portò nel 1578 alla loro separazione. A questa versione dei fatti è ispirato il racconto I cento cavalieri di Valerio Massimo Manfredi, incentrato sull'assassinio di Ercole Contrari.
I beni personali di Ercole vennero devoluti alla famiglia Pepoli, mentre i feudi vennero incamerati dalla camera ducale. Il feudo di Vignola venne venduto alla famiglia Boncompagni per 77.000 scudi.
Con la morte di Ercole Contrari, che aveva ricevuto il titolo di marchese, si estinse anche la nobile famiglia.